# Ligne de tramway de Valenciennes à Marly
 (mars 2022).
La ligne de Valenciennes à Marly est une  ligne de l'ancien tramway de Valenciennes.

## Histoire
La ligne est mise en service en traction électrique le 11 novembre 1928 à Valenciennes entre la place du Marché aux Herbes et la place Taffin dans le quartier Saint-Waast.
Le 25 décembre 1931, elle est prolongée de la place du Marché aux Herbes à Marly.
Le 21 octobre 1961, la ligne est supprimée entre la gare de Valenciennes et le quartier Saint-Waast, elle est remplacée par une ligne d'autobus sous l'indice 1. Le 6 juillet 1962, le reste de la ligne est supprimé et remplacé par une ligne d'autobus sous l'indice 3.

### Monographies
- Gérard Urbain, Un siècle de transports publics dans le Valenciennois, Semurval, 1983, 116 p. (ISBN 2-904513-00-0)